# Bezpečnost a ochrana zdraví při práci

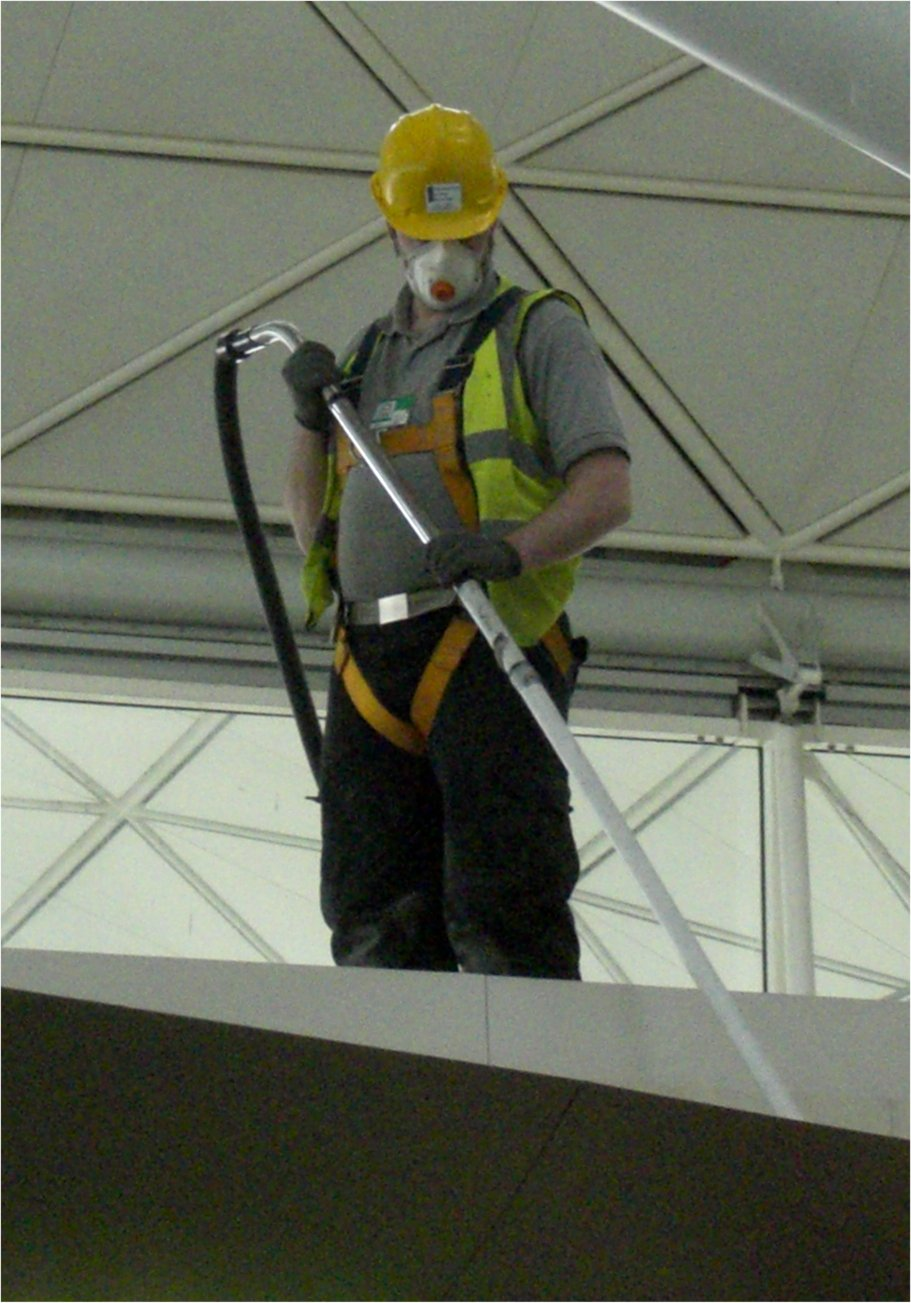
Pracovník vybavený osobními ochrannými pracovními prostředky (OOPP) – přílbou, respirátorem, rukavicemi, reflexní vestou a postrojem pro práci ve výškách.

Bezpečnost a ochrana zdraví při práci (zkratka BOZP) je multidisciplinární obor zabývající se bezpečností, zdravím a dobrými životními podmínkami lidí při práci.

## Definice
V odborné literatuře jsou uváděny různé definice v závislosti na úhlu pohledu na zajištění BOZP, například: „Soubor opatření (technických, organizačních, výchovných), která při správné aplikaci nebo realizaci vytvoří podmínky k tomu, aby se pravděpodobnost ohrožení nebo poškození lidského zdraví snížila na minimum.". Snížení na nulovou hodnotu je nereálné (možnost vzniku pracovní úrazu a nemoci z povolání je nedílnou součástí výkonu práce).
BOZP tvoří celá řada oblastí a problematik. Jedná se zejména o:
- management rizik při práci, tj. vyhledání a vyhodnocení rizik při práci včetně stanovení opatření a kategorizace prací,
- technické a organizační požadavky na pracovní prostředí, na organizaci práce a na pracovní postupy,
- hygienu práce,
- zakázané práce a zakázaná pracoviště (obecně zakázané práce a práce a pracoviště zakázané některým skupinám zaměstnanců),
- bezpečnost technických zařízení (vyhrazených, tzn. elektrických, plynových, tlakových a zdvihacích, ale i ostatních),
- pracovnělékařské služby (kontroly pracovišť, zdravotní prohlídky zaměstnanců, školení atd.),
- poskytování osobních ochranných pracovních prostředků, mycích, čisticích i dezinfekčních prostředků a ochranných nápojů,
- ergonomie,
- bezpečnostní značení a signály,
- školení zaměstnanců a dalších osob (formu provedení stanoví zaměstnavatel – možný je i e-learning avšak v kombinovaný s přednáškou [viz tzv. blended learning], jakož i využití virtuální reality),
- pracovní úrazovost a o nemoci z povolání.

Do problematiky zajištění BOZP se též prolíná požární ochrana, krizový management a velmi okrajově i firemní ekologie (ochrana životního prostředí u zaměstnavatele).

## Historie bezpečnosti práce
Řešení problematiky bezpečnosti práce není ničím novým. Jisté náznaky lze vysledovat již ve starověku. První náznaky, které se zatím týkaly jen represe, avšak je možné je již do jisté míry chápat jako požadavky na zajištění BOZP, se objevily za feudalismu (cechovní organizace, organizace tovaryšů atd.). Zákonodárství v této oblasti přichází až s průmyslovou revolucí. Výjimku tvoří oblast hornictví. Příklady ze starověku jsou následující:
- Babylonský zákoník (18. stol. př. n. l.), který obsahuje 282 článků, vydal babylonský král Chammurapi. Mimo jiné obsahuje: „Jestliže stavitel pro někoho staví dům a nepostaví jej řádně a dům, který postavil, spadne a zabije vlastníka domu, pak bude tento stavitel potrestán smrtí.“
- Zhruba kolem roku 1500 př. n. l. měl údajně egyptský panovník Ramses III. lékaře, který pečoval o jeho pracovníky. Ve 2. knize Mojžíšově se píše: „Když někdo odkryje nebo vyhloubí studnu a nepřikryje ji, takže do ní spadne býk nebo osel, majitel studny poskytne jeho majiteli náhradu ve stříbře a mrtvé zvíře bude patřit jemu“. Dále v páté knize Mojžíšově se píše: „Když vystavíš nový dům, uděláš na střeše zábradlí. Neuvalíš na svůj dům vinu za prolitou krev, kdyby z něho někdo spadl.“

Požadavky na preventivní zajištění BOZP se objevily ve středověku. V roce 1300 vydal král Václav II zákoník „Ius Regale Montanorum“ (Právo horního regálu). Zákoník mimo jiné obsahoval pravidla k zajištění bezpečné práce (odvodňování a větrání šachet, počítání horníků před a po každé směně) a délku pracovní doby (směna = 6 hodin). O bezpečnost stavby se podle zákoníku starali tesaři, kteří měli na starost výdřevu šachet. Pravděpodobně se jedná o nejstarší právo na světě se sociálními a pracovně-právními předpisy. Zákoník s úpravami platil až do 1. 11. 1854. V roce 1518 byl zveřejněn Jáchymovský horní řád Štěpána Šlika, v kterém je poprvé zohledněn pracovní úraz.
V ostatních oblastech právní úprava přišla až po několika stoletích. Rakouské císařství, později Rakousko-Uhersko, bylo v této otázce velice pokrokové. Již v roce 1776 vydalo zákon na ochranu dětí v továrnách. Až po něm následovala Anglie (zákaz zaměstnávání žen v dolech) a Německo – 1869 (Živnostenský řád). V roce 1804 vydal Napoleon Občanský zákoník. V roce 1811 byl vydán Všeobecný občanský zákoník, který obsahuje povinnost zaměstnavatele chránit život a zdraví zaměstnance. V roce 1859, tedy deset let před Německem, byl schválen Živnostenský řád (zákon 229/1859), který v § 74 uváděl: „Proto má majitel živnosti o to pečovati, aby stroje, zařízení závodní a jejich části tak byly ohrazeny nebo takovými úpravami ochrannými opatřeny, aby dělníci, konající obezřele svou práci, nemohli snadně býti ohroženi“. V červnu 1884 v Rakousku-Uhersku následuje zákon o maximální délce pracovní doby (v hornictví stanovena na 10 hodin denně, v podnicích s více než 20 zaměstnanci na 11 hodin, v malovýrobě nebyla regulována).
Také dozor nad dodržováním bezpečnosti práce má poměrně hlubokou tradici. V jisté formě tovární inspekce existovala již v letech 1790 až 1825. Obnovena byla v červnu 1883 zákonem č. 117 Říšského zákoníku, kdy byla zřízena živnostenská inspekce.
V roce 1888 byl přijat zákon o úrazovém pojištění dělníků a o rok později zákon o nemocenském pojištění.
Bezpečnost práce byla významně zajišťována i za první republiky. Rakousko-uherské živnostenské zákony byly převzaty a inspekce, podřízená ministerstvu sociální péče, pokračovala v činnosti až do roku 1952.
Po druhé světové válce se na zajištění BOZP začaly podílet odborové organizace: V roce 1951 byl vydán zákon o BOZP, jenž ukládal dozorování nad dodržováním bezpečnosti práce jednotné odborové organizaci.
Před rokem 1968 dohlížely na dodržování bezpečnosti práce odborové orgány a na bezpečnost technických zařízení Ústav technického dozoru (ÚTD). Po roce 1968 bylo vše sloučeno a zastřešeno pod Český úřad bezpečnosti práce (ČÚBP), který měl své Inspektoráty bezpečnosti práce (IBP).
V roce 1981 se konala generální konference Mezinárodní organizace práce. Na ní byla přijata „Úmluva o bezpečnosti a zdraví pracovníků a o pracovním prostředí“.
V roce 1992 došlo ke zřízení další organizace státního odborného dozoru Institut technické inspekce (ITI) Praha se záměrem znovu oddělit dozor nad bezpečností práce od dozoru nad vyhrazenými technickými zařízeními tak, jak je to obvyklé v Evropě.Podle Zák. č. 174/1968 Sb. byl ITI Praha podřízen ČÚBP, ale ČÚBP řídil pouze činnost inspektorátů bezpečnosti práce, a ne ITI. Pracovníci ČÚBP a jednotlivých IBP byli, na rozdíl od pracovníků ITI, státními zaměstnanci a jejich činnost byla plně hrazena ze státního rozpočtu.
K zcela zásadní změně v zajišťování BOZP došlo k 1. lednu 2001. Od tohoto dne byl přejat do českého právního řádu systém Evropské unie zajištění BOZP.
Poslední velkou změnou byla nová právní úprava bezpečnosti technických zařízení, především vyhrazených, od 1. července 2022.

## Současné pojetí BOZP v ČR
Česká republika, jako člen Evropské unie, je vázána právními předpisy unie i v oblasti BOZP (problematikou BOZP se na evropské úrovni zabývá Evropská agentura pro bezpečnost a ochranu zdraví při práci [EU-OSHA]). Pro všechny členy unie je závazná především Směrnice rady č. 89/391/EHS z 12. června 1989 o zavedení opatření pro zlepšení bezpečnosti a ochrany zdraví zaměstnanců při práci. Tato směrnice je nejen základem právního rámce BOZP, ale též právním garantem tzv. nové, resp. současné, filosofie zajištění BOZP.
Od 1. ledna 2001 (druhá euronovela zákoníku práce) se v České republice v důsledku přijetí evropské nové filosofie zásadně změnilo pojetí BOZP. Dosavadní technický přístup byl nahrazen systémovým a zvýšila se odpovědnost jednotlivých vedoucích zaměstnanců. Důraz je kladen především na vyhledání a vyhodnocení rizik a také na zapojování zaměstnanců do řešení otázek BOZP, a tím i do řízení firmy. Zaměstnanci se na řízení BOZP podílejí prostřednictvím svých zástupců nebo odborových organizací.
Požadavky na zajištění BOZP pro jednotlivého zaměstnavatele vyplývají ze tří zdrojů. Z právních a ostatních předpisů k zajištění BOZP (asi 70 % až 80 %), z vyhledání a vyhodnocení rizik při práci a z kategorizace prací. Nový přístup k BOZP neřeší jen negativní aspekty výrobních procesů, ale předcházení těmto aspektům. Nezaměřuje se jen na stroje, zařízení a pracovní prostředí, ale i na lidský faktor a kulturu práce. BOZP již není záležitostí pouze technika BOZP, jak tomu bylo v době technického přístupu, ale vedení firmy a všech zaměstnanců. Proto BOZP dnes zahrnuje bezpečnost, sociální ochranu a ochranu zdraví.

### Na koho se BOZP vztahuje
Povinnost zajišťovat BOZP se nevztahuje pouze na zaměstnavatele a zaměstnance, ale též na zaměstnavatele, který je fyzickou osobou a sám též pracuje (např. praktický lékař, tlumočník, auditor), na fyzickou osobu, která provozuje výdělečnou činnost, spolupracujícího manžela nebo dítě předcházejících osob a na fyzickou nebo právnickou osobu, která je zadavatelem stavby nebo jejím zhotovitelem, případně se na zhotovení stavby podílí. Povinnost zajišťovat BOZP se vztahuje na všechny fyzické osoby, které se s vědomím zaměstnavatele zdržují na jeho pracovištích.

### Odpovědnost a dozor
Za zajištění BOZP jsou odpovědní vedoucí zaměstnanci na všech stupních řízení v rozsahu pracovních míst, která zastávají. Tato odpovědnost může mít až trestně-právní důsledky. 
Státním odborným dozorem nad BOZP a bezpečným pracovním prostředím jsou 
- Státní úřad inspekce práce v Opavě, § 2-3 zákona 251/2005 Sb. o inspekci práce[3]
- Tech inspekce Ministerstva práce a sociálních věcí, § 4-6 zákona 250/2021 Sb.[4]
- Státní zdravotní dozor (hygienické stanice a jejich odbory hygieny práce) § 84 zákona č. 258/2000 Sb., o ochraně veřejného zdraví.

### Odborní poradci zaměstnavatele
Zaměstnavatel k zajišťování úkolů v prevenci rizik si může nebo musi (to záleží na počtu jeho zaměstnanců — do 25 zaměstnanců si může úkony v prevenci rizik zajišťovat sám, má-li k tomu potřebné znalosti) zajistit osobu odborně způsobilou k zajišťování úkolů v prevenci rizik (technika BOZP; pozor, nezaměňovat s bezpečnostním technikem — to je někdo jiný). Ta je jeho odborným poradním, metodickým a kontrolním orgánem pro oblast bezpečnosti práce. Pro oblast ochrany zdraví při práci si zaměstnavatel musí zajistit lékaře, který mu bude poskytovat pracovně lékařské služby. Ustanovením odborného poradce se vedoucí zaměstnanec nezbavuje své odpovědnosti za zajištění BOZP, a to ani v případě, že se jedná o firmu specializující se na zajištění BOZP.

### Základní právní předpisy BOZP
Požadavky na zajištění BOZP jsou definovány v celé řadě právních a ostatních předpisů k zajištění BOZP (které to jsou definuje ustanovení § 349 odst. 1 zákoníku práce). Jedná se o více než 80 právních předpisů, stovky technických norem a dalších ostatních předpisů k zajištění BOZP (návody k použití atd.). Nejpodstatnějšími právními předpisy jsou:
- zákon č. 262/2006 Sb., zákoník práce, ve znění pozdějších předpisů,
- zákon č. 309/2006 Sb., zákon o zajištění dalších podmínek BOZP, ve znění pozdějších předpisů,
- zákon č. 258/2000 Sb., o ochraně veřejného zdraví, ve znění pozdějších předpisů,
- zákon č. 373/2011 Sb., o specifických zdravotních službách, ve znění pozdějších předpisů,
- nařízení vlády č. 361/2007 Sb., kterým se stanoví podmínky ochrany zdraví při práci, ve znění pozdějších předpisů,
- nařízení vlády č. 101/2005 Sb., o podrobnějších požadavcích na pracoviště a pracovní prostředí,
- vyhláška č. 79/2013 Sb., o pracovnělékařských službách a některých druzích posudkové péče,
- zákon č. 250/2021 Sb., o bezpečnosti práce v souvislosti s provozem vyhrazených technických zařízení a o změně souvisejících zákonů